# Episodi di In aller Freundschaft (ventiseiesima stagione)
La ventiseiesima stagione della serie televisiva In aller Freundschaft è stata trasmessa in anteprima in Germania da Das Erste tra il 28 marzo 2023 e il 19 marzo 2024.
| nº | Titolo originale               | Prima TV Germania |
| -- | ------------------------------ | ----------------- |
| 1  | Meine Wahrheit, deine Wahrheit | 28 marzo 2023     |
| 2  | Was ist das Glück?             | 11 aprile 2023    |
| 3  | Schutzlos                      | 18 aprile 2023    |
| 4  | Mein freier Wille              | 25 aprile 2023    |
| 5  | Keine Zeit für Träume          | 2 maggio 2023     |
| 6  | Menschen ändern sich           | 9 maggio 2023     |
| 7  | Am offenen Herzen              | 16 maggio 2023    |
| 8  | Abflug                         | 23 maggio 2023    |
| 9  | Falsch gedacht                 | 30 maggio 2023    |
| 10 | Die Guten und die Anderen      | 6 giugno 2023     |
| 11 | Der nächste Schritt            | 13 giugno 2023    |
| 12 | Der Wald vor lauter Bäumen     | 20 giugno 2023    |
| 13 | Dicht am Leben                 | 27 giugno 2023    |
| 14 | Hör' auf mich!                 | 4 luglio 2023     |
| 15 | Alles aus Liebe                | 11 luglio 2023    |
| 16 | Gefangenes Herz                | 11 luglio 2023    |
| 17 | Selbstbestimmung               | 18 luglio 2023    |
| 18 | Wenn die Pflicht ruft          | 25 luglio 2023    |
| 19 | Kein Zurück mehr!              | 29 agosto 2023    |
| 20 | Elternliebe                    | 5 settembre 2023  |
| 21 | Grenzgänger                    | 19 settembre 2023 |
| 22 | Vatergefühle                   | 26 settembre 2023 |
| 23 | Herz und Herd                  | 10 ottobre 2023   |
| 24 | Schlechtes Timing              | 17 ottobre 2023   |
| 25 | Reine Tische                   | 31 ottobre 2023   |
| 26 | Eine schwere Geburt            | 7 novembre 2023   |
| 27 | Prinzip Hoffnung               | 14 novembre 2023  |
| 28 | Wahrheiten                     | 21 novembre 2023  |
| 29 | Schuld und Bitterkeit          | 28 novembre 2023  |
| 30 | Hilfe in der Not               | 12 dicembre 2023  |
| 31 | Zwischen allen Stühlen         | 19 dicembre 2023  |
| 32 | Weihnachtswelten               | 19 dicembre 2023  |
| 33 | Liebes Leben                   | 23 gennaio 2024   |
| 34 | Gangart                        | 23 gennaio 2024   |
| 35 | Entsichert                     | 30 gennaio 2024   |
| 36 | Solche Tage                    | 30 gennaio 2024   |
| 37 | Vorwürfe                       | 13 febbraio 2024  |
| 38 | Hoffen                         | 20 febbraio 2024  |
| 39 | Blick nach vorne               | 27 febbraio 2024  |
| 40 | Schuldfragen                   | 5 marzo 2024      |
| 41 | Langstrecke                    | 12 marzo 2024     |
| 42 | Alleingänge                    | 19 marzo 2024     |